# Beautiful Trauma (álbum)
Beautiful Trauma —en español: Hermoso trauma— es el séptimo álbum de estudio de la cantante estadounidense P!nk. Fue lanzado a la venta el 13 de octubre de 2017, por RCA Records.
De acuerdo con Metacritic, el álbum contó con reseñas positivas en su mayoría y acumuló un total de 62 puntos sobre 100 sobre la base de nueve críticas recopiladas. El álbum tuvo un buen recibimiento comercial en las diferentes listas de popularidad del mundo, al entrar en el puesto número uno en doce países, como Australia, Reino Unido y Canadá, en Estados Unidos debutó en el número 1 del Billboard 200 con 408 000 unidades en su primera semana de las cuales 384 000 unidades fueron equivalentes a ventas puras. De acuerdo con la Federación Internacional de la Industria Fonográfica (IFPI), fue el tercer álbum más vendido mundialmente de 2017 con 1.8 millones de copias y el octavo álbum más vendido de 2018 con 1.2 millones de copias.
Para promocionar el álbum, el 10 de agosto de 2017, se lanzó el primer sencillo del álbum titulado «What About Us», el mismo alcanzó el primer puesto en el ARIA Charts de Australia, recibiendo certificación doble platino en dicho país. En Estados Unidos alcanzó el puesto trece en el Billboard Hot 100 y el tercer puesto en el UK Singles Chart, recibiendo en Reino Unido certificación de oro. El 21 de noviembre de 2017 se anunció «Beautiful Trauma» como segundo sencillo, el cual recibió críticas positivas por parte de los medios.

## Antecedentes
En julio de 2017, Pink confirmó que estaba preparando su próximo álbum de estudio y más tarde, insinuó un próximo lanzamiento en un tuit. El 21 de julio de 2017, Pink compartió un video de la filmación de su siguiente video musical, subtitulado: "Video #new #fyeah #itsallhappening". Al día siguiente, compartió una versión animada del trabajo artístico de la portada en las redes sociales, revelando el título del sencillo y la fecha de lanzamiento.

## Lanzamiento y promoción
El 4 de octubre de 2017, Pink anunció, a través de un adelanto de un minuto, que se lanzaría un documental a través Apple Music sobre la grabación de su séptimo álbum titulado "On the Record: P!nk - Beautiful Trauma". El mismo incluyó material grabado durante el concierto íntimo que realizó en el teatro del hotel Ace en Los Ángeles. Al día siguiente, anunció que haría una gira titulada "Beautiful Trauma World Tour" por América del Norte, publicando 40 fechas, días después, el 9 de octubre, anunció que también se realizaría una gira por Oceanía.

### Sencillos
El primer sencillo, titulado «What About Us» fue lanzado el 10 de agosto de 2017, alcanzando el número uno en diecisiete listas correspondientes a quince países entre ellos Australia, Polonia y Eslovenia. En Estados Unidos el sencillo logró el puesto trece del Billboard Hot 100, y el puesto número uno de la lista Adult Top 40 y Dance Club Songs. «What About Us» recibió certificado de oro y platino en trece países, entre ellos disco de platino en Estados Unidos por la venta de 1 millón de copias, en Reino Unido con certificación de oro por la venta de 300 000 copias, cuádruple platino en Australia y triple platino en Canadá, por la venta de 280 000 y 240 000 copias respectivamente. Descrita como un tema de club, la canción recibió la aclamación de la crítica de la música, destacando sus temas políticos como un punto culminante. El sencillo recibió una indicación como mejor interpretación vocal pop solista en los Premios Grammy 2018.
El 21 de noviembre, «Beautiful trauma» se convirtió en el segundo sencillo del álbum. El mismo fue escrito por Pink junto a Jack Antonoff y fue producido por este último. Ese mismo día se lanzó el video musical, el cual contó con el actor Channing Tatum como protagonista. El sencillo recibió disco de platino en Australia por la venta de 70 mil copias, disco de oro en Canadá y disco de plata el Reino Unido.
El 1 de marzo se lanzó el video musical del tercer sencillo titulado «Whatever You Want» exclusivamente para Apple Music y luego compartido en su cuenta oficial de Youtube. Fue dirigido y editado por Brad Comfort. El video contiene partes grabadas durante los ensayos de su gira "Beautiful Trauma World Tour", de su presentación en el Super Bowl LII, y de su presentación en los MTV Video Music Awards 2017. El 4 de junio fue enviada a las radios de música contemporánea en Estados Unidos. El 22 de junio se lanzó a la venta el EP que incluía tres remix de la canción.
El cuarto sencillo del disco se titula «Secrets» y comenzó a difundirse en las radios en junio de 2018. Fue anunciado oficialmente como sencillo el 24 de julio de 2018 con el lanzamiento del video musical en su cuenta oficial de Youtube. Fue filmando junto a sus bailarines luego de uno de los conciertos otorgados en Perth, Australia como parte de "Beautiful Trauma World Tour".
Sencillos promocionales
El 28 de septiembre de 2017, se lanzó «Beautiful trauma» como el primer sencillo promocional del álbum. El 5 de octubre de 2017 se lanzó «Whatever You Want» como segundo sencillo promocional. El 13 de octubre de 2017, se anunció que «Revenge», a dúo con el rapero Eminem sería el segundo sencillo del álbum. Finalmente «Beautiful trauma» se convirtió en el segundo sencillo.

### Interpretaciones en vivo
El primer sencillo «What About Us» se interpretó por primera vez en los MTV Video Music Awards 2017 el 27 de agosto, como parte de una mezcla de sus grandes éxitos. El 6 de septiembre, interpretó la canción en The Ellen DeGeneres Show. El 8 de septiembre realizó la interpretación en vivo en el Live lounge de BBC Radio 1 además de realizar un cover de la canción «Stay with Me» y sus antiguos sencillos «Who Knew» y «Try». El 14 de octubre se presentó en el programa Saturday Night Live interpretando «What About Us» y «Beautiful Trauma». Días después, el 16 de octubre, volvió a interpretar «Beautiful Trauma» en el programa Good Morning America además de «What About Us». El 8 de noviembre de 2018, Pink interpretó el tema «Barbies» en la entrega número 51 de los "Country Music Association Awards". El 14 de noviembre de 2017 participó del Carpool Karaoke, segmento incluido en el programa The Late Late Show with James Corden, donde interpretó «What About Us» y «Beautiful Trauma» además de sencillos previos como «Get the Party Started», «Just like a Pill» y «Raise Your Glass». El 19 de noviembre interpretó «Beautiful Trauma» en los Premios American Music suspendida en el aire sobre el Hotel JW Marriott en Los Ángeles. El 3 de diciembre de 2017, Pink presentó «Beautiful Trauma» y «What About Us» en la decimocuarta temporada del reality The X Factor UK. El 5 de diciembre interpreta nuevamente «What About Us» esta vez en el programa inglés The Graham Norton Show. El 10 de diciembre de 2017 se presentó en el reality show "The Voice of Germany interpretando «What About Us»."
El 28 de enero de 2018, Pink interpretó «Wild Hearts Can't Be Broken» en la entrega número 60 de los Premios Grammy.

## Recepción

### Comentarios de la crítica
Beautiful Trauma ha recibido generalmente críticas positivas de críticos musicales. En Metacritic, que asigna una calificación normalizada de 100 a las críticas de la corriente principal de la crítica, el álbum tiene un puntaje promedio de 62 sobre 100, lo que indica "críticas generalmente favorables" basadas en nueve críticas. Stephen Thomas Erlewine de AllMusic le dio al álbum una puntuación de tres estrellas de cinco, afirmando que la producción está "respaldada con una sensación genuina que Pink transmite con sus actuaciones medidas", pero señala que el álbum suena "demasiado controlado", resultando en un "registro domador". Chuck Arnold de Entertainment Weekly dio al álbum una crítica positiva, etiquetándolo como "fresco y familiar". Maura Johnston de Rolling Stone destacó la canción principal, «Whatever You Want» y «Revenge» como momentos destacados, pero criticó la sección central "relajada". The Guardian, Michael Cragg, le dio al álbum una crítica agridulce, reseñando que la cantante "hace el trabajo, nada más".
Chris Willman de la revista Variety alabó los temas «Whatever You Want» y «Revenge» y el trabajo de la cantante junto a Max Martin, a lo cual consideró que «siempre han sido una pareja hecha en el cielo pop», considera además que «Revenge» es la única canción "descarada" del álbum, y continúa «con el debido respeto a Alecia the Earnest, que domina el resto del disco,  la "juguetona" Pink es una patada en el pantalón. Es uno de los dúos más divertidos entre amantes odiosos desde el "Cuento de hadas de Nueva York" de los Pogues. Y mientras ambos dan tan bien como obtienen, es difícil no sentir punzadas cuando la llama prostituta varias veces en la canción. Sin embargo, un golpe de gracia cómico llega cuando la música se detiene, cuando Eminem dice "F* sí" y ella responde: "F* no"». Considera al primer sencillo del álbum una «canción encantadora» y la considera una crítica un poco más leve y no tan enfática de las políticas en Estados Unidos en comparación con su tema «Dear Mr. President» lanzado en 2006. Finaliza su crítica expresando que «la mejor evidencia del resto de las canciones es que ella ama tan profundamente como ella pelea, y, a pesar de todo, de aferrarse o entrar en combate, ella es solo el fantasma corpóreo tan necesitado en la máquina pop del 2017».

#### Listas anuales
| Publicación   | Lista                          | Puesto | Ref.   |
| ------------- | ------------------------------ | ------ | ------ |
| People        | 10 Mejores álbumes de 2017     | 8      | [ 77 ] |
| Rolling Stone | 20 Mejores álbumes pop de 2017 | 20     | [ 78 ] |
| Billboard     | 50 Mejores álbumes de 2017     | 30     | [ 79 ] |

### Recibimiento comercial
En los Estados Unidos, Beautiful Trauma debutó en el top del Billboard 200 con 408 000 unidades vendidas, de las cuales 384 000 fueron ventas puras. El álbum se convirtió en su segundo número uno luego de The Truth About Love (2012). Tuvo la mayor apertura del país para una artista femenina desde Lemonade de la cantante Beyonce y las más altas ventas tradicionales desde Views del cantante Drake (ambos lanzados en 2016). El álbum fue desplazado por el debut de Reputation de la cantante Taylor Swift, pasando a ser entonces el segundo álbum con mejor debut por parte de una artista femenina. El álbum cayó al tercer puesto en la semana siguiente vendiendo 64 000 unidades de las cuales 53 000 fueron ventas puras. Al finalizar 2017 y luego de vender 628 000 copias se convirtió en el séptimo álbum mejor vendido del año. El álbum también se convirtió en su segundo número uno en el Canadian Albums Chart luego de The Truth About Love, debutando en el primer puesto con 64 000 unidades vendidas de las cuales 60 000 fueron puras ventas. Beautiful Trauma tuvo el segundo debut más grande del año en ese momento, después del álbum Now de Shania Twain. Adicionalmente, en Reino Unido, el álbum debutó en el primero puesto del UK Albums Chart con 70 074 unidades vendidas de las cuales solo 5519 fueron ventas con streaming, convirtiéndose en su segundo álbum número uno luego de Funhouse (2008). En febrero de 2019, Justin Myers de Official Charts Company reportó que el álbum vendió un total de 513,000 copias en Reino Unido hasta el momento.
En Japón, el álbum debutó en el número treinta y dos en la lista de álbumes físicos y en el número tres en la lista Digital Album Chart, vendiendo físicamente 1909 copias y 2428 de ventas de álbumes digitales. En su segunda semana, el álbum subió cuatro puestos en el Japanese Albums Chart, vendiendo 2442 copias y 1084 copias de descargas digitales. En Francia, el álbum debutó en el número uno en la lista Top Albums Téléchargés de SNEP con 14 853 copias vendidas en su primera semana. En las listas Top Albums Physiques y Top Albums debutó en el segundo puesto.
En Australia el disco vendió 50 000 copias en sus primeros 3 días y 78 040 durante su primera semana, donde tuvo la segunda apertura más grande del año detrás de ÷ del cantante Ed Sheeran y debutó en la cima del ARIA Albums Chart. Como resultado, se convirtió en el quinto álbum de Pink en llegar a la cumbre en el país. El disco recibió la certificación de doble platino por parte de la Australian Recording Industry Association (ARIA) después de una semana debido a las altas ventas. Ryan Gavin del sitio web Noise 11 reportó que el álbum vendió en dos semanas más de 100 000 copias, recibiendo finalmente triple disco de platino. Mantuvo el puesto número uno durante cuatro semanas seguidas hasta que fue desplazada por el álbum Reputación de Taylor Swift. El álbum retornó, dos semanas después, al número uno logrando seis semanas en la cumbre del ARIA chart. En Nueva Zelanda, el álbum debutó en el primer puesto en su primera semana, manteniéndose durante tres semanas seguidas en dicha posición. A su cuarta semana baja al segundo puesto. Luego de su presentación en Dunedin y Auckland, en Nueva Zelanda, como parte del "Beautiful Trauma World Tour", el álbum regresó al segundo puesto de la lista Top 40 Álbumes así como también sus álbumes The Truth About Love y Greatest Hits... So Far!!!.
Según reportó IFPI el disco se convirtió en el tercer álbum más vendido mundialmente del 2017, solo por detrás de ÷ y Reputation, con 1.8 millones de copias. Posteriormente, IFPI reportó que el álbum vendió 1.2 millones de copias durante 2018 ubicándose en el octavo puesto de los álbumes más vendidos mundialmente del año. Hasta la fecha Beautiful Trauma ha vendido 3 millones de copias mundialmente.

## Lista de canciones
| N.º   | Título                        | Escritor(es)                                                                     | Productor(es)                       | Duración |  |
| 1.    | «Beautiful Trauma»            | Alecia Beth Moore, Jack Antonoff                                                 | Antonoff                            | 4:10     |  |
| 2.    | «Revenge» (con Eminem)        | Alecia Beth Moore, Marshall Mathers, Max Martin, Shellback                       | Martin, Shellback                   | 3:46     |  |
| 3.    | «Whatever You Want»           | Alecia Beth Moore, Martin, Shellback                                             | Martin, Shellback                   | 4:02     |  |
| 4.    | «What About Us»               | Alecia Beth Moore, Johnny McDaid, Steve McCutcheon                               | Steve Mac                           | 4:29     |  |
| 5.    | «But We Lost It»              | Alecia Beth Moore, Greg Kurstin                                                  | Kurstin                             | 3:27     |  |
| 6.    | «Barbies»                     | Alecia Beth Moore, Julia Michaels, Ross Golan, Jakob Jerlström, Ludvig Söderberg | The Struts, Golan^                  | 3:43     |  |
| 7.    | «Where We Go»                 | Alecia Beth Moore, Kurstin                                                       | Kurstin                             | 4:27     |  |
| 8.    | «For Now»                     | Alecia Beth Moore, Michaels, Mattias Larsson, Robin Fredriksson, Martin          | Mattman & Robin                     | 3:36     |  |
| 9.    | «Secrets»                     | Alecia Beth Moore, Martin, Shellback, Oscar Holter                               | Martin, Shellback, Holter           | 3:30     |  |
| 10.   | «Better Life»                 | Alecia Beth Moore, Antonoff, Sam Dew                                             | Antonoff                            | 3:20     |  |
| 11.   | «I Am Here»                   | Alecia Beth Moore, Billy Mann, Christian Medice                                  | Mann, Medice                        | 4:06     |  |
| 12.   | «Wild Hearts Can’t Be Broken» | Alecia Beth Moore, Michael Busbee                                                | Busbee                              | 3:21     |  |
| 13.   | «You Get My Love»             | Alecia Beth Moore, Tobias Jesso Jr.                                              | Jesso Jr., Alecia Beth Moore, Golan | 5:11     |  |
| 51:08 |                               |                                                                                  |                                     |          |  |

| Beautiful Trauma – Japan bonus track |                |              |                           |          |  |
| N.º                                  | Título         | Escritor(es) | Productor(es)             | Duración |  |
| 14.                                  | «White Rabbit» | Grace Slick  | Andy Dodd, John Volaitis^ | 2:43     |  |
| 53:51                                |                |              |                           |          |  |

Notas:
- ^ indica el productor vocal

## Posicionamiento en las listas

### Semanales
| América           |                                   |    |
| Canadá            | Canadian Albums                   | 1  |
| Estados Unidos    | Billboard 200                     | 1  |
| Europa            |                                   |    |
| Alemania          | Germany Albums                    | 2  |
| Austria           | Ö3 Austria Top 40                 | 1  |
| Bélgica (Flandes) | Ultratop 50                       | 1  |
| Bélgica (Valonia) | Ultratop 40                       | 2  |
| Croacia           | Croatian International Albums     | 6  |
| Dinamarca         | Danish Album Top-40               | 5  |
| Escocia           | Scottish Albums Chart             | 1  |
| España            | Spanish Albums Chart              | 4  |
| Finlandia         | Finnish Top 40 Albums             | 4  |
| Francia           | French Albums Chart               | 1  |
| Hungría           | Hungarian Top 40 Albums           | 4  |
| Irlanda           | IRMA                              | 1  |
| Italia            | FIMI Albums Chart                 | 5  |
| Noruega           | VG Lista - Album Top 40           | 2  |
| Países Bajos      | Dutch Albums Top 100              | 1  |
| Polonia           | Polish Album Chart                | 6  |
| Portugal          | Portuguese Top 30 Albums          | 5  |
| Reino Unido       | UK Albums Chart                   | 1  |
| República Checa   | Czech Albums Top 100              | 1  |
| Suecia            | Swedish Top 60 Albums             | 4  |
| Suiza             | Swiss Albums Chart                | 1  |
| Oceanía           |                                   |    |
| Australia         | Australian Top 50 Albums          | 1  |
| Nueva Zelanda     | New Zealander Top 40 Albums       | 1  |
| Asia              |                                   |    |
| Corea del Sur     | South Korean International Albums | 7  |
| Japón             | Japanese Albums Chart             | 28 |

### Anuales
| País             | Lista                              | Mejor posición |      |
| 2017             | 2017                               | 2017           | 2017 |
| ---------------- | ---------------------------------- | -------------- | ---- |
| Alemania         | Offizielle Top 100                 | 18             |      |
| Australia        | ARIA Albums Chart                  | 2              |      |
| Austria          | Ö3 Austrian Albums                 | 28             |      |
| Bélgica Flanders | Belgian Albums (Ultratop Flanders) | 27             |      |
| Bélgica Wallonia | Belgian Albums (Ultratop Wallonia) | 63             |      |
| Canadá           | Canadian Albums                    | 15             |      |
| Estados Unidos   | Billboard 200                      | 46             |      |
| Nueva Zelanda    | New Zealand Albums (RMNZ)          | 5              |      |
| Países Bajos     | Dutch Albums (MegaCharts)          | 33             |      |
| Reino Unido      | UK Albums (OCC)                    | 5              |      |
| Suiza            | Swiss Albums (Schweizer Hitparade) | 18             |      |
| 2018             |                                    |                |      |
| Alemania         | Offizielle Top 100                 | 67             |      |
| Australia        | ARIA Albums Chart                  | 2              |      |
| Bélgica Flanders | Belgian Albums (Ultratop Flanders) | 46             |      |
| Bélgica Wallonia | Belgian Albums (Ultratop Wallonia) | 142            |      |
| Canadá           | Canadian Albums                    | 9              |      |
| Estados Unidos   | Billboard 200                      | 36             |      |
| Nueva Zelanda    | New Zealand Albums (RMNZ)          | 8              |      |
| Reino Unido      | UK Albums (OCC)                    | 34             |      |
| Suiza            | Swiss Albums (Schweizer Hitparade) | 23             |      |

## Certificaciones
| País           | Organismo certificador | Certificación | Ventas/remesas | Ref.            |
| -------------- | ---------------------- | ------------- | -------------- | --------------- |
| Alemania       | BVMI                   | Platino       | 200 000        | [ 149 ]         |
| Australia      | ARIA                   | 4x Platino    | 280 000        | [ 150 ] [ 4 ]   |
| Austria        | IFPI                   | Oro           | 7500           | [ 151 ]         |
| Canadá         | Music Canada           | 2x Platino    | 160 000        | [ 152 ]         |
| Dinamarca      | IFPI Dinamarca         | Oro           | 10 000         | [ 153 ]         |
| Estados Unidos | RIAA                   | Platino       | 1 000          | [ 154 ] [ 155 ] |
| Francia        | SNEP                   | Platino       | 100 000        | [ 156 ] [ 157 ] |
| Noruega        | IFPI                   | Platino       | 20 000         | [ 158 ]         |
| Nueva Zelanda  | Recorded Music NZ      | 2x Platino    | 30 000         | [ 159 ] [ 101 ] |
| Países Bajos   | NVPI                   | Platino       | 40 000         | [ 160 ]         |
| Polonia        | ZPAV                   | Platino       | 20 000         | [ 161 ]         |
| Reino Unido    | BPI                    | Platino       | 405 000        | [ 163 ] [ 164 ] |
| Rusia          | NFPF                   | 2x Platino    | 40 000         | [ 165 ]         |
| Suiza          | IFPI                   | Platino       | 30 000         | [ 166 ]         |

## Personal
Créditos adaptados del libro de Beautiful Trauma.
| Intérpretes y músicos - Pink – vocalista, coro - Eminem – vocalista (2) - Jack Antonoff – corista (1), batería (1, 10), guitarra (1, 10), bajo (1, 10), sintetizadores (1, 10), piano (10) - Charlie Bisharat – violinista (12) - David Bukovinszky – chelo (6) - busbee – piano (12) - Mattias Bylund – cuerdas (6) - Robert Cani – violinista (12) - Mario de Leon – violinista (12) - Andrew Duckles – viola (12) - Matt Funes – viola (12) - Ross Golan – guitarra (6) - Missi Hale – corista (12) - Gerardo Hilera – violinista (12) - Oscar Holter – teclado (9) - Mattias Johansson – violín (6) - Bill Jolly – órgano (11) - Jolly Music Choir of Philadelphia – coro (11) - Armen Ksajikian – chelo (12) - Greg Kurstin – piano (5, 7), bajo (5, 7), guitarra (5, 7), teclado (5, 7) - Timothy Landauer – chelo (12) - Victor Lawrence – chelo (12) - Chris Laws – batería (4) - Songa Lee – violinista (12) - Natalie Leggett – violinista (12) - Steve Mac – teclado (4) - Billy Mann – corista (11), guitarra acústica (11), piano (11) - Max Martin – teclado (2–3, 9) - Mattman & Robin – bajo (8), teclado (8), guitarra (8), percusión (8), piano (8), batería (8), palmadas (8) - Luke Maurer – viola (12) - Johnny McDaid – guitarra (4) - Serena McKinney – violines (12) - Christian Medice – batería (11) - Joel Pargman – violines (12) - Alyssa Park – violines (12) - Victoria Parker – violines (1, 10) - Sarah Parkins – violines (12) - Phillip A. Peterson – chelo (1, 10) - Michele Richards – violines (12) - Steve Richards – chelo (12) - Shellback – voces de fondo (2–3, 9), teclado (2–3, 9), guitarra (2–3, 9), bajo (2–3, 9), batería (2–3, 9) - Evan Smith – saxofón (1, 10) - Tereza Stanislav – violines (12) - David Stone – bajo (12) - The Struts – teclado (6), bajo (6), percusión (6) - Michael Valerio – bajo (12) - Josefina Vergara – violines (12) - Katherine Vincent – viola (12) - John Wittenberg – violines (12) | Producción - Jack Antonoff – productor (1, 10), arreglos (1, 10) - Cory Bice – asistente de ingeniería (2–3, 9) - Gabe Burch – asistente de ingeniería (4) - busbee – producción (12), grabación de voces de fondo (12), edición (12), mezcla (12) - Mattias Bylund – arreglo de cuerda (6), arreglo de grabación (6), edición de cuerdas (6) - David Campbell – arreglo de cuerda (12), conducción de cuerda (12) - Steve Churchyard – ingeniera de cuerdas (12) - Dave Clauss – edición (12) - John Cranfield – ingeniería (6) - Roger Davies – productor ejecutivo - Matt Dyson – asistente de ingeniería (4) - Serban Ghenea – mezcla (1–11, 13) - Ross Golan – producción vocal (6) - John Hanes – ingeniería de mezcla - Sam Holland – ingeniería (2–3, 8–9) - Oscar Holter – producción (9), programación (9) - Michael Ilbert – ingeniería (2–3, 9) - Tobias Jesso Jr. – producción (13) - Bill Jolly – director de coro gospel (11) - Suzie Katayama – contratista (12), gerente de orquesta (12) - Greg Kurstin – producción (5, 7), programación (5, 7) - Dave Kutch – masterización - Chris Laws – ingeniería (4) - Jeremy Lertola – asistente de ingeniería (2–3, 9) - Steve Mac – producción (4) - Billy Mann – producción (11), arreglos (11), ingeniería (11) - Christian Medice – producción (11), arreglos (11), ingeniería (11), programación de teclado (11) - Max Martin – producción (2–3, 9), programación (2–3, 9) - Mattman & Robin – producción (8), programación (8) - Salvador Ojeda – ingeniería (12), ingeniería de piano (12) - Charlie Paakkari – asistente de ingeniería de cuerdas (12) - Pink – productor ejecutivo, producción (13) - Noah Passovoy – ingeniería (2) - Dann Pursey – ingeniería (4) - Shellback – producción (2–3, 9), programación (2–3, 9) - Jon Sher – asistente de ingeniería (2) - Laura Sisk – ingeniería (1, 10) - The Struts – producción (6), producción vocal (6), programación (6) - Ryan Walsh – asistente de ingeniería (12) - Bryan David Willis – edición (12) Diseño - Ryan Aylsworth – fotografía - Kim Bowen – estilista - Jeri Heiden – dirección de arte, diseño - Kathy Jeung – maquillaje - Pamela Neal – peinado - Nick Steinhardt – dirección de arte, diseño - Sølve Sundsbø – foto de libro |